# Carl Axel Magnus Lindman
Carl Axel Magnus Lindman (Halmstad, 6 aprile 1856 – Stoccolma, 21 giugno 1928) è stato un botanico e illustratore svedese.
Figlio di Carl Christian Lindman e di Sophie Fredrique Löhr. È molto conosciuto come illustratore botanico per la sua opera "Bilder ur Nordens Flora", pubblicata tra il 1901 ed il 1905.

## Biografia
Suo padre morì quando Carl era ancora un bambino e sua sorella aveva pochi mesi. Sua madre, con i due bambini, si trasferì a Växjö nel 1864, dove Carl frequenterà la scuola primaria. Nonostante il suo talento artistico e musicale, sua madre lo spinse verso una carriera da tecnico. Si immatricola nel 1874 ed entra nell'Università di Uppsala, intraprendendo gli studi di Botanica e Zoologia. Dieci anni più tardi è nominato Professore Associato di Botanica, dopo aver conseguito il Dottorato.
Nel 1887 Lindman inizia la sua carriera di Regnellian Amanuensis presso il Museo svedese di storia naturale, occupando gran parte del suo tempo come assistente presso il Bergianska trädgården (giardino botanico Bergius) ed insegnando storia naturale e fisica presso la scuola superiore "Högre Latinläroverket", a Stoccolma.
Nel 1892 Lindman e Gustaf Malme vincono la prima borsa di studio Regnellian. Dopo una spedizione scientifica in Brasile e Paraguay, rinuncia al suo posto di docente rassegnando le proprie dimissioni. Dal 1896 al 1900 è nominato precettore dei figli del principe Gustavo. Nel 1905 Lindman è nominato Professore di Botanica presso il Museo Svedese di Storia Naturale ed occupa la cattedra fino al suo pensionamento, avvenuto nel 1923. Lindman morì il 21 giugno del 1928, all'età di 72 anni.

## Galleria d'immagini

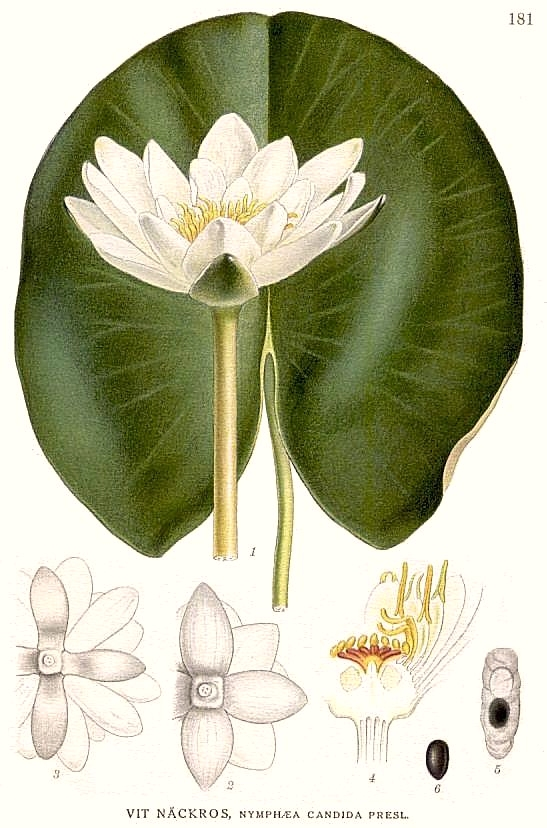
Nymphaea candida C.Presl
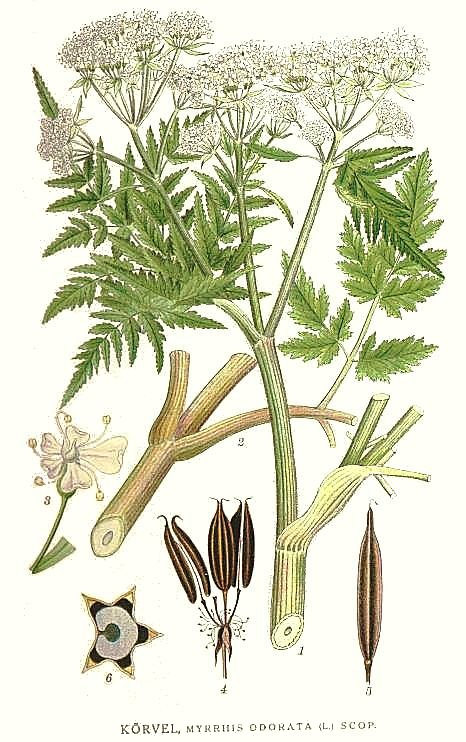
Myrrhis odorata (L.) Scop.